# William Petersen
Pour les articles homonymes, voir Petersen.
William Petersen, né le 21 février 1953 à Evanston, dans l'Illinois, est un acteur américain.
Il est notamment connu pour avoir incarné le personnage de Gil Grissom dans la série Les Experts (2000-2015).

## Biographie

### Enfance et formation
William L. Petersen naît à Evanston, juste au nord de Chicago, d'un père d'origine danoise et d'une mère d'origine allemande. Après avoir été diplômé du Bishop Kelly High School à Boise (Idaho), Petersen étudie à l'université de l'Idaho, de laquelle il a obtenu une bourse pour appartenir à l'équipe de football. C'est là qu'il découvre le théâtre. Plus tard, après avoir déménagé à Chicago, il devint membre de la Steppenwolf Theatre Company. Il effectue, au début des années 1970, un séjour à Bilbao, dans le nord de l'Espagne pour suivre son professeur d'art dramatique et pour perfectionner ses talents de comédien. Il y découvre et apprend l'espagnol. Il donnera à sa fille un prénom basque : Maité (« Aimée » en basque).

### Carrière
De retour aux États-Unis, il joue à plusieurs reprises sur scène de petites productions avant d'être remarqué par Michael Mann qui le fait débuter au cinéma en 1981 dans son film Le Solitaire. Petersen tourne ensuite pour William Friedkin dans Police fédérale Los Angeles (1985) aux côtés de Willem Dafoe. Robert Wiener, le directeur de casting de William Friedkin, avait repéré William Petersen qui tenait le rôle principal dans Un tramway nommé désir à Toronto. Sa prestation convainquit le réalisateur.
William Petersen apparaît dans un épisode de La Cinquième Dimension en 1986. La même année, il retrouve Michael Mann pour incarner le personnage de Will Graham dans Le Sixième Sens (Manhunter), inspiré du roman Dragon rouge (première apparition au cinéma du personnage d'Hannibal Lecter).
Dans les années 1990, Petersen joue dans plusieurs films, tels que Young Guns 2 (1990), Hard Promises (1991), Un faire-part à part (1992) ou Fear (1996). Plus récemment, en 2000, il apparaît dans The Skulls : Société secrète de Rob Cohen.
C'est le passage à la télévision qui va lui apporter une notoriété internationale. L'acteur joue d'abord en 1993 dans Lonesome Dove : La Loi des justes, la suite de Lonesome Dove, une mini-série très bien accueillie à la fin des années 1980.
Et surtout, à partir de 2000, il incarne Gil Grissom, responsable de l'équipe de nuit de la police scientifique de Las Vegas dans Les Experts, la série télévisée la plus regardée au monde en 2007.
Il quitte la série en 2009, lors de l'épisode 10 de la saison 9, remplacé par Laurence Fishburne.
Dans l'émission Sacrée Soirée du 16 décembre 2009, il a laissé supposer un retour dans la série et parlé d'un film qui se déroulerait à Las Vegas et à Paris. Un contact aurait été établi dans les coulisses avec Jean Reno, pour le rôle d'un inspecteur français. Mais Carol Meldensohn, la productrice de la série, a depuis démenti cette rumeur.
William Petersen a depuis le 3 février 2009 son étoile sur la fameuse avenue Hollywood Boulevard.
À l'été 2011, des rumeurs font état du retour de Petersen dans le rôle de Gil Grissom, dans la saison 12 des Experts, mais cela ne se fera pas. Néanmoins il apparaîtra dans 1 épisode de la saison 11 et 2 épisodes de la saison 13.
À la suite de l'annonce de l'arrêt de la série Les experts par CBS, un téléfilm de 2 heures est prévu pour clore la série le 17 septembre 2015 aux États-Unis dans lequel William Petersen reprendra le rôle de Gil Grissom. Ce téléfilm sera diffusé sur TF1 le mercredi 14 septembre 2016 pour une soirée spéciale avec 5 épisodes.
En 2015, il rejoint la distribution principale de la série Manhattan pour sa deuxième saison de 10 épisodes.
L'acteur retrouve à nouveau son rôle de Gil Grissom dans la série CSI: Vegas, diffusée dès le 6 octobre 2021 sur CBS,.
Le 16 décembre 2021, on apprend qu'il ne sera pas dans la saison 2 de CSI: Vegas.

### Vie privée
William L. Petersen a été marié à Joanne Brady de 1974 à 1981. Leur fille Maité leur a donné deux petits-fils, Mazrik William et Indigo August. En 2003, l'acteur épouse en secondes noces Gina Cirone, sa petite amie de longue date. Une mère porteuse a donné naissance à leurs jumeaux, une fille et un garçon, le 5 juillet 2011.
Ses passions sont les pièces de Shakespeare, la lecture, l'histoire et le baseball.

## Filmographie

### Cinéma
- 1981 : Le Solitaire (Thief) de Michael Mann : Katz / Jammer Bartender
- 1985 : Police fédérale, Los Angeles (To Live and Die in L.A.) de William Friedkin : Richard Chance (VF: Patrick Poivey)
- 1986 : Le Sixième Sens (Manhunter) de Michael Mann : William « Will » Graham (VF: Bernard Murat)
- 1987 : La Force du silence (Amazing Grace and Chuck) de Mike Newell : Russell (VF: Edgar Givry)
- 1989 : Cousins de Joel Schumacher : Tom Hardy (VF: Daniel Russo)
- 1990 : Young Guns 2 de Geoff Murphy : Patrick "Pat" Garrett (VF: Jacques Frantz)
- 1991 : Hard Promises de Martin Davidson : Joey
- 1992 : Un faire-part à part (Passed Away) de Charlie Peters : Frank Scanlan (VF: Bernard Lanneau)
- 1996 : Fear de James Foley : Steve Walker (VF: Tony Joudrier)
- 1996 : Les Hommes de l'ombre (Mulholland Falls) de Lee Tamahori : Jack Flynn, le mafioso (VF: Jacques Boudrier)
- 1998 : Gunshy de Jeff Celentano : Jake Bridges
- 1999 : La Profondeur du ciel (Kiss the Sky) de Roger Young : Jeff
- 2000 : The Skulls : Société secrète (The Skulls) de Rob Cohen : Ames Levritt (VF: Luis Decepedes)
- 2001 : Manipulations (The Contender) de Rod Lurie : le gouverneur Jack Hathaway (VF: Julien Thomasth)
- 2012 : Detachment de Tony Kaye : M. "Sarge" Kepler
- 2012 : Jusqu'à ce que la fin du monde nous sépare (Seeking a Friend for the End of the World) de Lorene Scafaria : Trucker (VF: Stefan Godin) (VF: Benoît Rousseau)

### Télévision
- 1993 : Lonesome Dove : La Loi des justes de Mike Robe : Gideon Walker
- 1996 : La Bête (The Beast) de Jeff Bleckner : Whip Dalton (VF: Bernard Metraux)
- 1997 : Douze hommes en colère (12 Angry Men) de William Friedkin : le juré publiciste (VF: Edgar Givry)
- 1998 : Les Rois de Las Vegas de Rob Cohen : John F Kennedy
- 2000-2013 : Les Experts : Gil Grissom (VF: Stefan Godin)
- 2001 : Haven de John Gray : Jackson Connolly
- 2007 : FBI : Portés disparus : Gil Grissom (cross-over avec la série Les Experts)
- 2013 : Blue : Mitch
- 2015 : Manhattan : Colonel Emmett Darrow[8] (VF: Robert Guillemard)
- 2018 : Hurt People (téléfilm) : Hollis Brown[9]
- 2021 : CSI: Vegas : Gil Grissom

(VF: Stefan Godin)

## Distinctions

### Nominations
- 54e cérémonie des Primetime Emmy Awards 2002 : Meilleure série télévisée dramatique pour Les Experts (CSI: Crime Scene Investigation) (2000-2013) partagé avec Jerry Bruckheimer (Producteur exécutif), Carol Mendelsohn (Producteur exécutif), Ann Donahue (Producteur exécutif), Anthony E. Zuiker (Producteur exécutif), Sam Strangis (Producteur co-exécutif), Jonathan Littman (Producteur co-exécutif), Cynthia Chvatal (Producteur superviseur) et Danny Cannon (Producteur superviseur).
- 6e cérémonie des Satellite Awards 2002 : Meilleur acteur dans une série télévisée dramatique pour Les Experts (CSI: Crime Scene Investigation) (2000-2013) pour le rôle de Gil Grissom.
- 8e cérémonie des Screen Actors Guild Awards 2002 : Meilleure distribution pour une série dramatique pour Les Experts (CSI: Crime Scene Investigation) (2000-2013) partagé avec Gary Dourdan, George Eads, Jorja Fox, Paul Guilfoyle, Robert David Hall, Marg Helgenberger et Eric Szmanda.
- 2003 : Producers Guild of America Awards du meilleur producteur pour une série télévisée dramatique pour Les Experts (CSI: Crime Scene Investigation) (2000-2013) partagé avec Jerry Bruckheimer, Carol Mendelsohn, Ann Donahue, Anthony E. Zuiker, Cynthia Chvatal, Danny Cannon, Jonathan Littman et Sam Strangis.
- 55e cérémonie des Primetime Emmy Awards 2003 : Meilleure série télévisée dramatique pour Les Experts (CSI: Crime Scene Investigation) (2000-2013) partagé avec Jerry Bruckheimer (Producteur exécutif), Carol Mendelsohn (Producteur exécutif), Ann Donahue (Producteur exécutif), Anthony E. Zuiker (Producteur exécutif), Danny Cannon (Producteur exécutif), Jonathan Littman (Producteur co-exécutif), Cynthia Chvatal (Producteur co-exécutif), Naren Shankar (Producteur co-exécutif), Andrew Lipsitz (Producteur superviseur), Louis Shaw Milito (Producteur), Josh Berman (Producteur), Kenneth Fink (Producteur) et Richard J. Lewis (Producteur).
- 9e cérémonie des Screen Actors Guild Awards 2003 : Meilleure distribution pour une série dramatique pour Les Experts (CSI: Crime Scene Investigation) (2000-2013) partagé avec Gary Dourdan, George Eads, Jorja Fox, Paul Guilfoyle, Robert David Hall, Marg Helgenberger et Eric Szmanda.
- 61e cérémonie des Golden Globes 2004 : Meilleur acteur dans une série dramatique pour Les Experts (CSI: Crime Scene Investigation) (2000-2013) pour le rôle de Gil Grissom.
- 56e cérémonie des Primetime Emmy Awards 2004 : Meilleure série télévisée dramatique pour Les Experts (CSI: Crime Scene Investigation) (2000-2013) partagé avec Jerry Bruckheimer (Producteur exécutif), Carol Mendelsohn (Producteur exécutif), Jonathan Littman (Producteur exécutif), Anthony E. Zuiker (Producteur exécutif), Ann Donahue (Producteur exécutif), Danny Cannon (Producteur exécutif), Cynthia Chvatal (Producteur exécutif), Naren Shankar (Producteur co-exécutif), Andrew Lipsitz (Producteur co-exécutif), Josh Berman (Producteur superviseur), Louis Shaw Milito (Producteur), Kenneth Fink (Producteur), Richard J. Lewis (Producteur), Bruce Golin (Producteur) et Elizabeth Devine (Producteur).
- 2004 : Producers Guild of America Awards du meilleur producteur pour une série télévisée dramatique pour Les Experts (CSI: Crime Scene Investigation) (2000-2013) partagé avec Jerry Bruckheimer, Carol Mendelsohn, Anthony E. Zuiker, Ann Donahue, Jonathan Littman, Danny Cannon, Cynthia Chvatal et Louis Shaw Milito.
- 10e cérémonie des Screen Actors Guild Awards 2004 : Meilleure distribution pour une série dramatique pour Les Experts (CSI: Crime Scene Investigation) (2000-2013) partagé avec Gary Dourdan, George Eads, Jorja Fox, Paul Guilfoyle, Robert David Hall, Marg Helgenberger et Eric Szmanda.
- 2005 : Producers Guild of America Awards du meilleur producteur pour une série télévisée dramatique pour Les Experts (CSI: Crime Scene Investigation) (2000-2013) partagé avec Jerry Bruckheimer, Carol Mendelsohn, Anthony E. Zuiker, Ann Donahue, Jonathan Littman, Danny Cannon, Cynthia Chvatal, Naren Shankar, Josh Berman et Louis Shaw Milito.

### Récompenses
- 6e cérémonie des Critics' Choice Movie Awards 2001 : Lauréat du Prix Alan J. Pakula (Pour l'excellence artistique pour un sujet de grande importance sociale et politique) dans un thriller dramatique pour Manipulations (The Contender) (2001) partagé avec Rod Lurie (Scénariste), Gary Oldman, Joan Allen, Jeff Bridges, Christian Slater, Sam Elliott, Saul Rubinek, Philip Baker Hall, Mike Binder, Robin Thomas et Mariel Hemingway.
- 11e cérémonie des Screen Actors Guild Awards 2005 : Meilleure distribution pour une série dramatique pour Les Experts (CSI: Crime Scene Investigation) (2000-2013) partagé avec Gary Dourdan, George Eads, Jorja Fox, Paul Guilfoyle, Robert David Hall, Marg Helgenberger et Eric Szmanda.